# Orgelbaumuseum Klosterhäseler

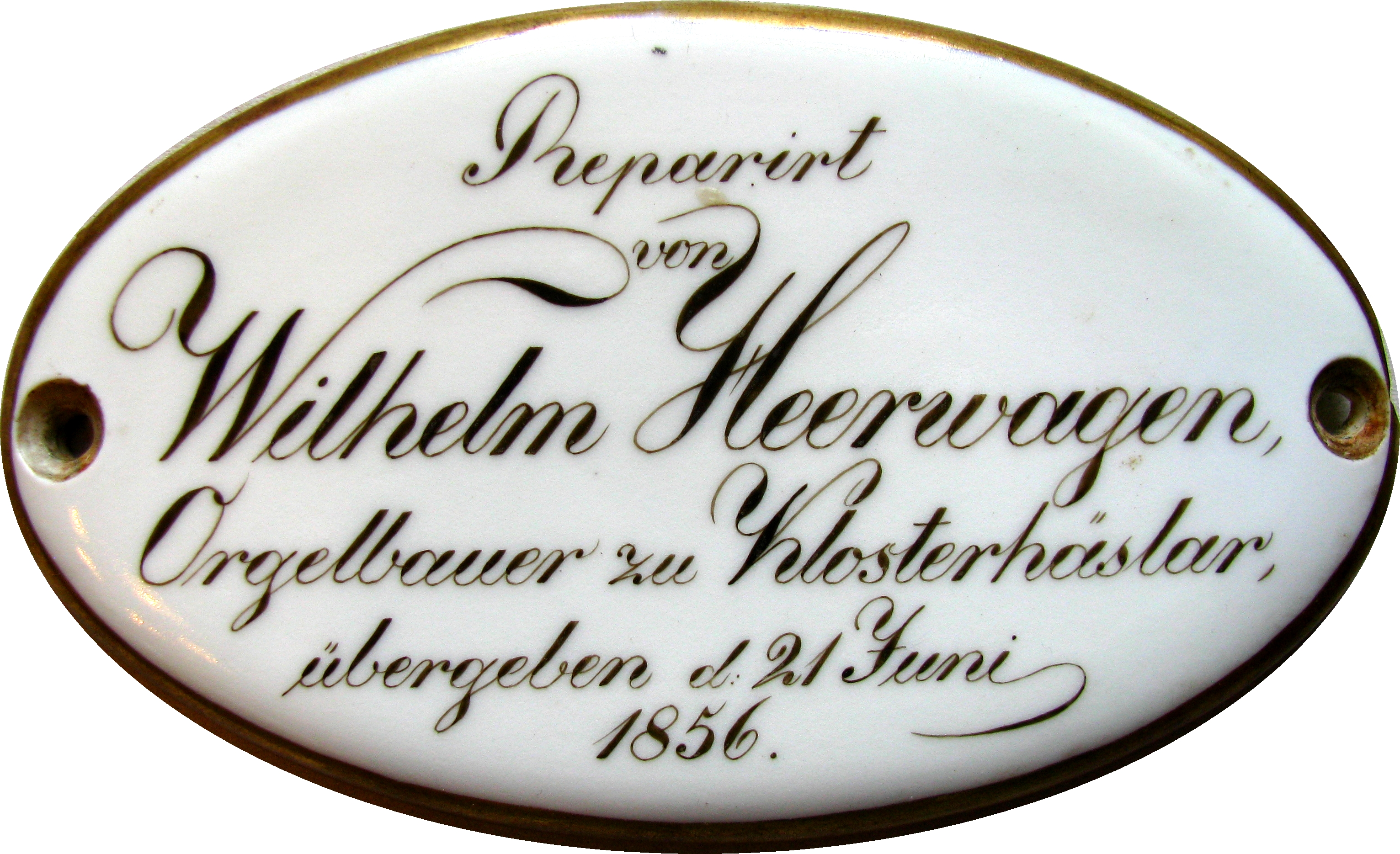
Firmenschild Heerwagen: Reparirt von Wilhelm Heerwagen, Orgelbauer zu Klosterhäslar, übergeben d. 21 Juni 1856.

Das Orgelbaumuseum Klosterhäseler befindet sich in der Krypta des ehemaligen Zisterzienserinnenklosters aus dem frühen 14. Jahrhundert und angrenzenden Räumen im Schloss Klosterhäseler, Naumburger Straße 29 (Burgenlandkreis) in Sachsen-Anhalt. Es wird vom ortsansässigen Verein Hasseltal e. V. betrieben. Die Ausstellung kann nach Voranmeldung und immer am Tag des offenen Denkmals besichtigt werden.

## Sammlung
Die Sammlung zeigt neben Werkzeugen aus dem Orgelbau, Orgelteilen, Schautafeln und Windladenmodellen auch ein Orgelpositiv ohne Gehäuse, an dem die Funktionsweise einer mechanischen Schleifladenorgel nachvollzogen werden kann. Sie basiert unter anderem auf Exponaten des ehemaligen Thüringer Orgelmuseum Bechstedtstraß, die hier in neuem Zusammenhang ausgestellt werden.

## Hintergrund
Von 1855 bis 1892 war die Orgelbauwerkstatt Heerwagen in Klosterhäseler ansässig. An sie wird mit der Heerwagen Orgelbau-Ausstellung erinnert. In direkter Nachbarschaft befindet sich in der evangelischen Kirche eine Orgel (13/II/P) von Wilhelm Heerwagen aus dem Jahre 1871.

## Galerie

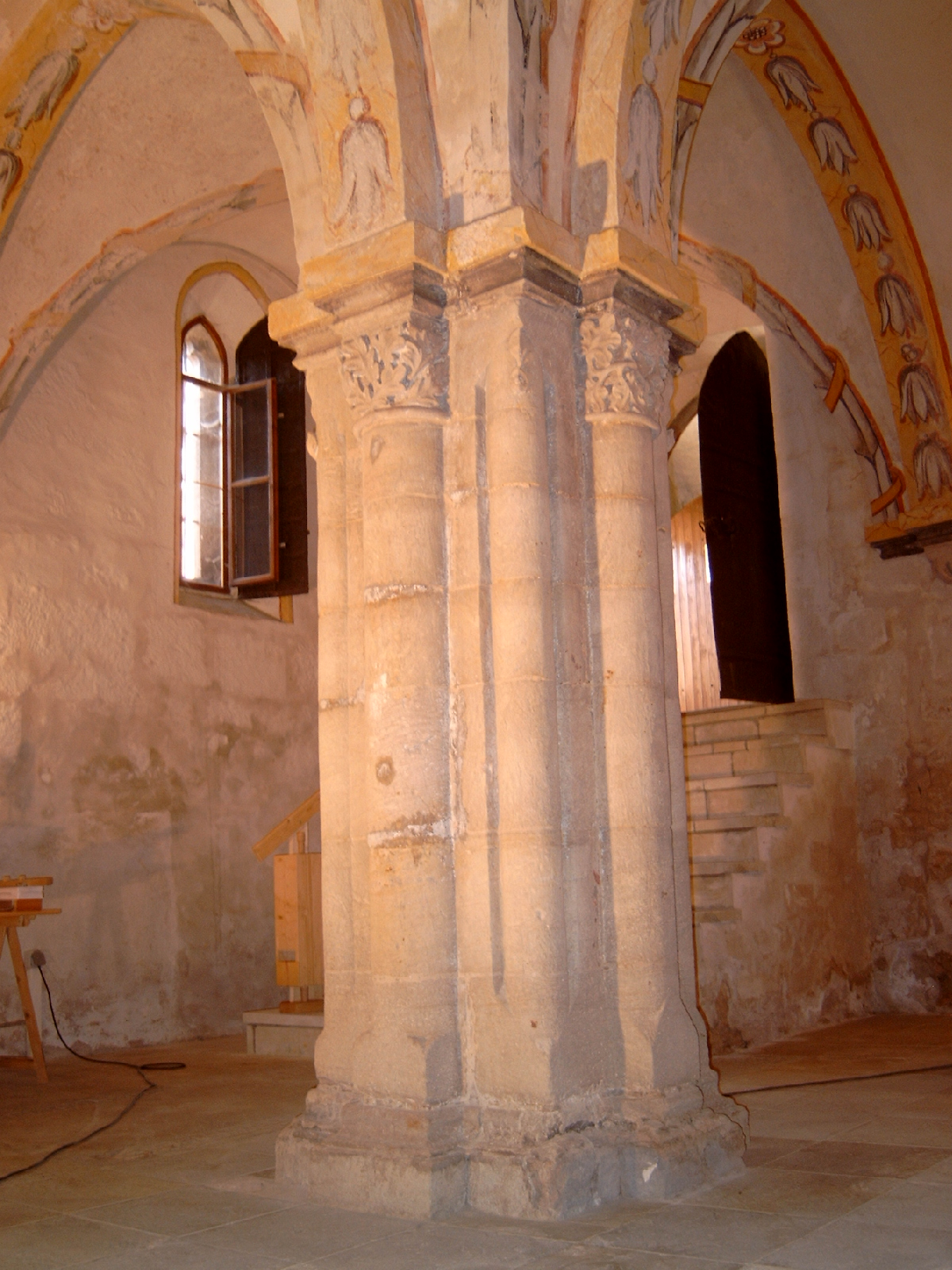
Mittelsäule der Krypta
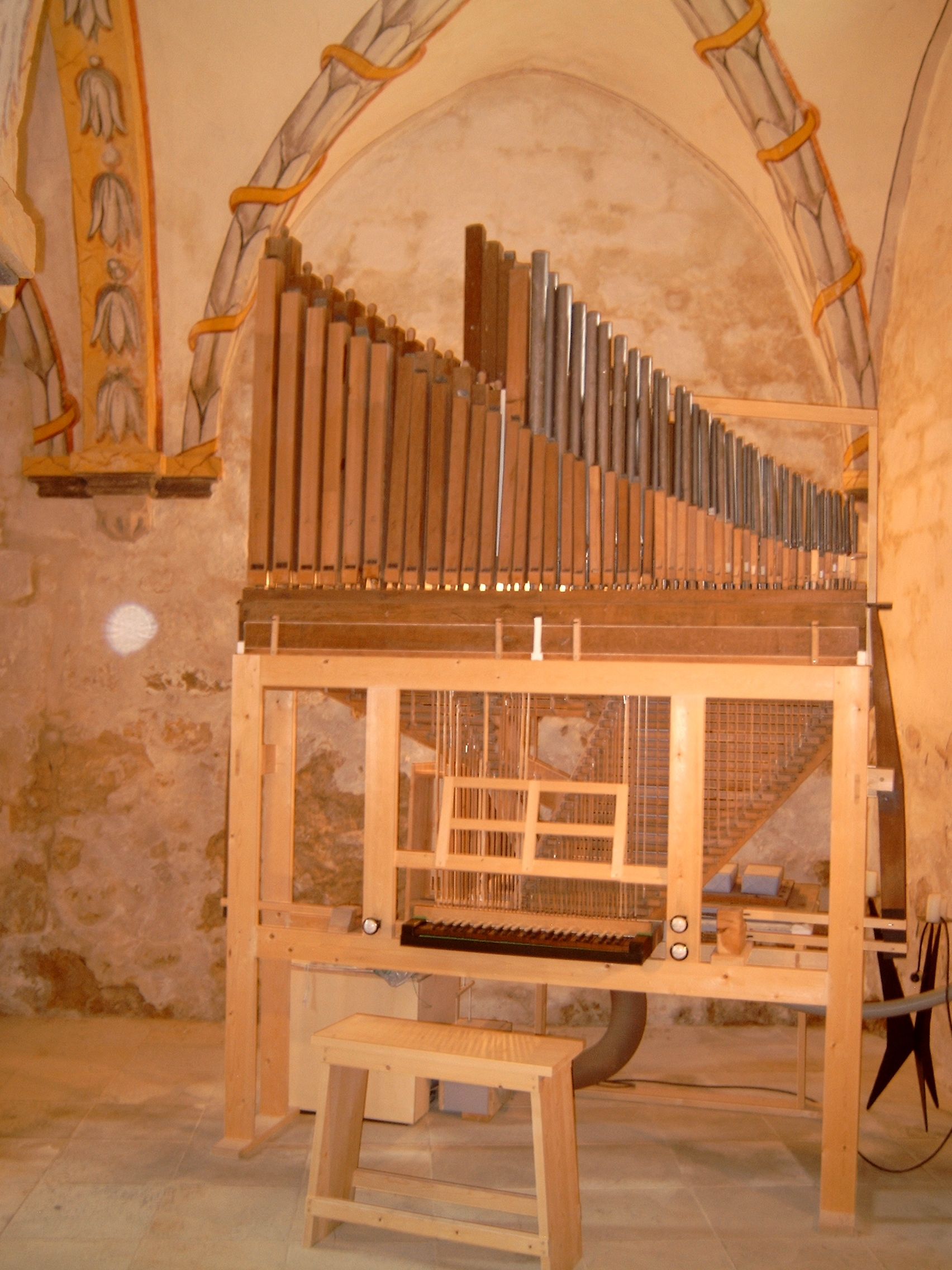
Orgelpositiv von Voigt, Lossa, 1850; zur Schauorgel ergänzt von Walther, Klosterhäseler, 2005
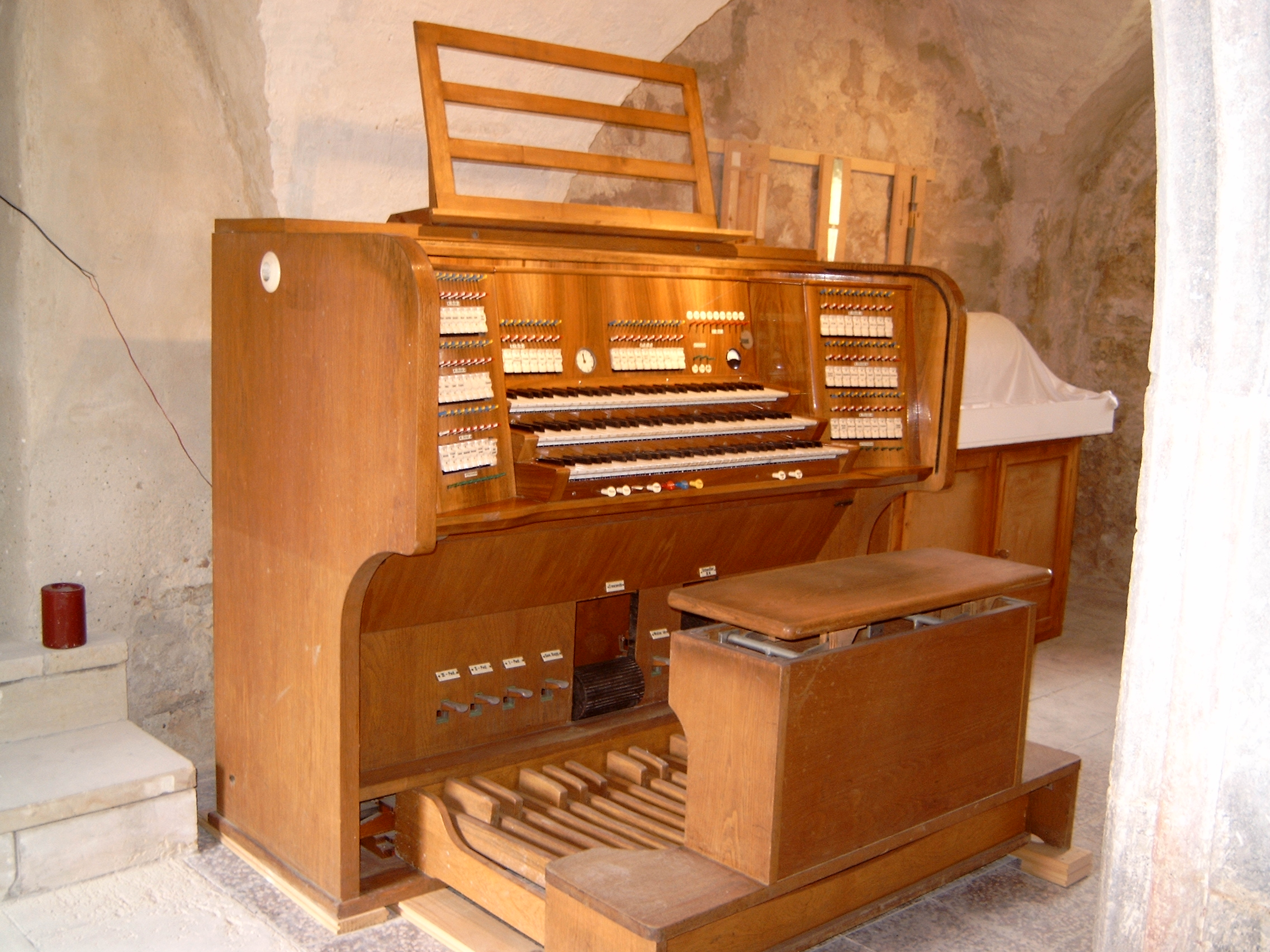
Elektrischer Spieltisch von W. Sauer Orgelbau Frankfurt (Oder), 1964, vormals Herderkirche (Weimar)
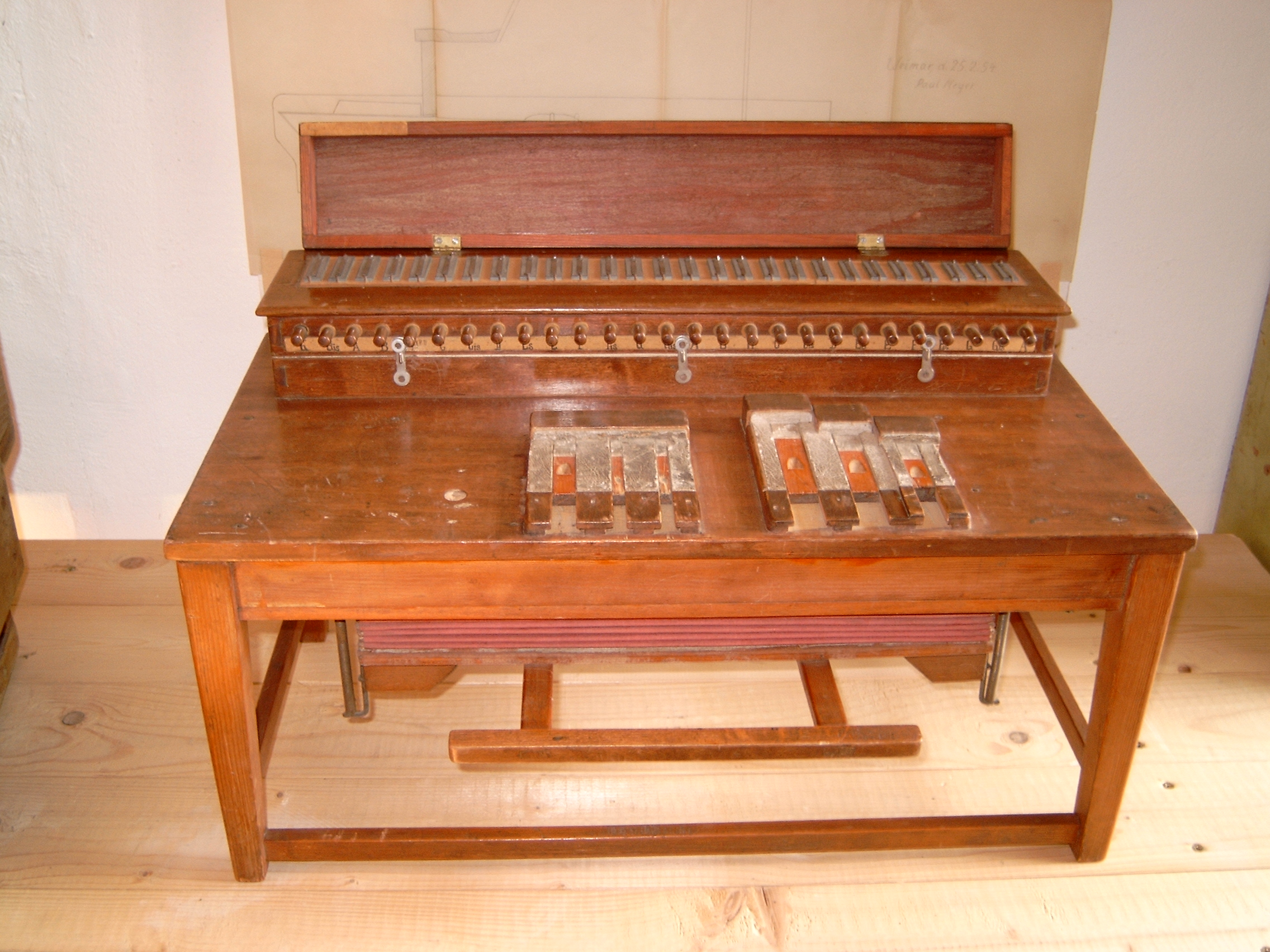
Intonierlade für Zungen
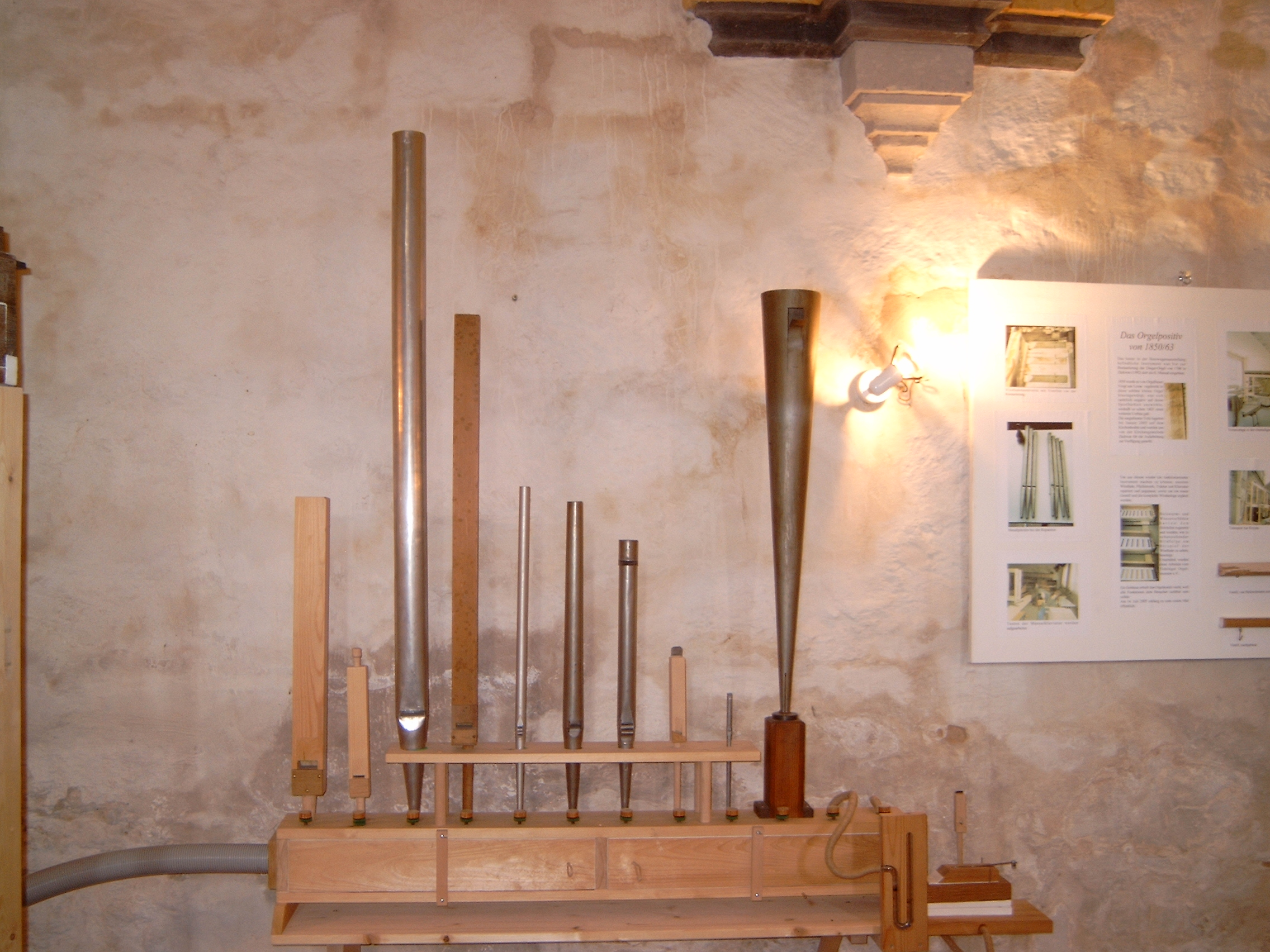
Probierlade für Orgelpfeifen
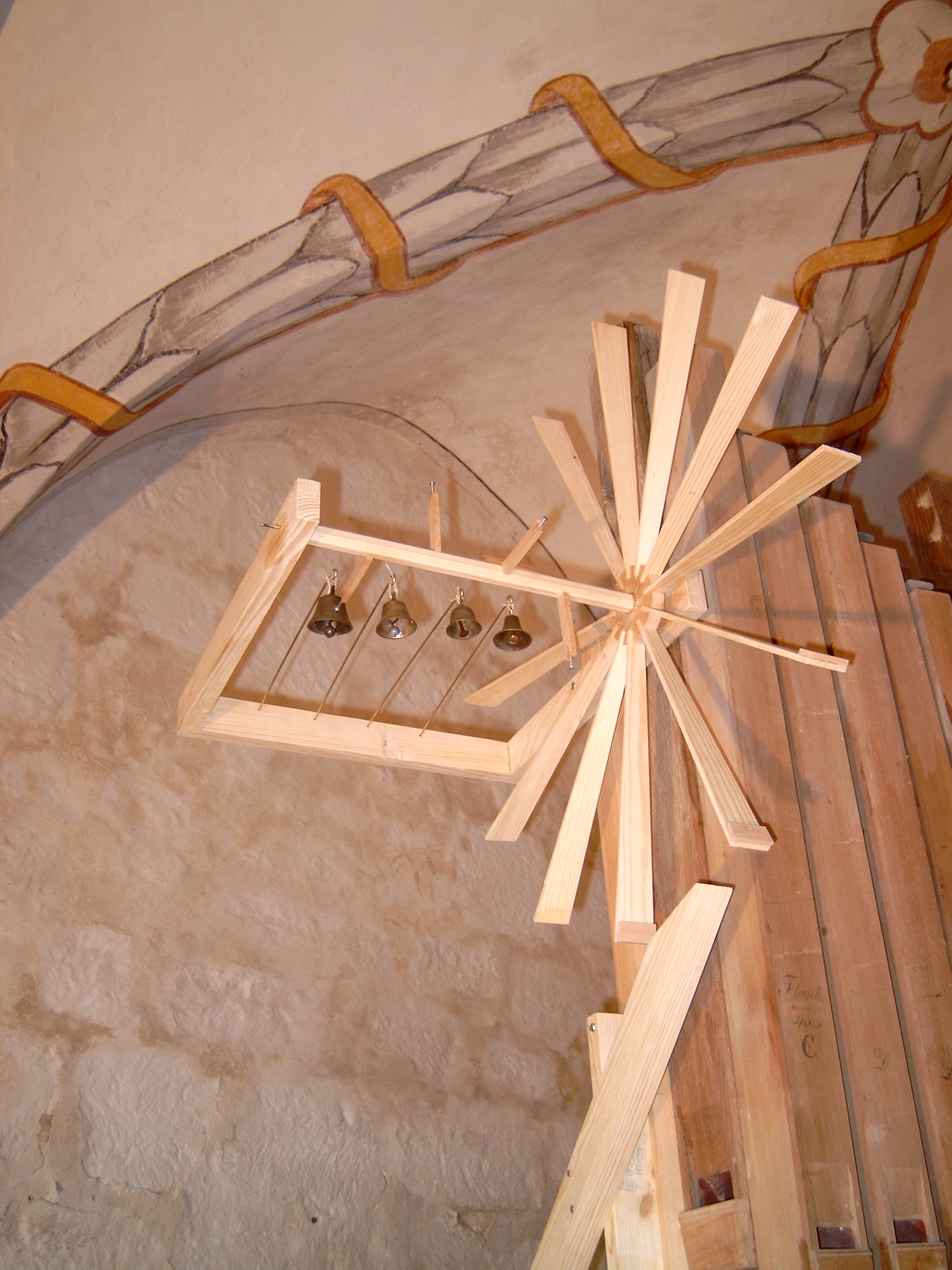
Zimbelstern
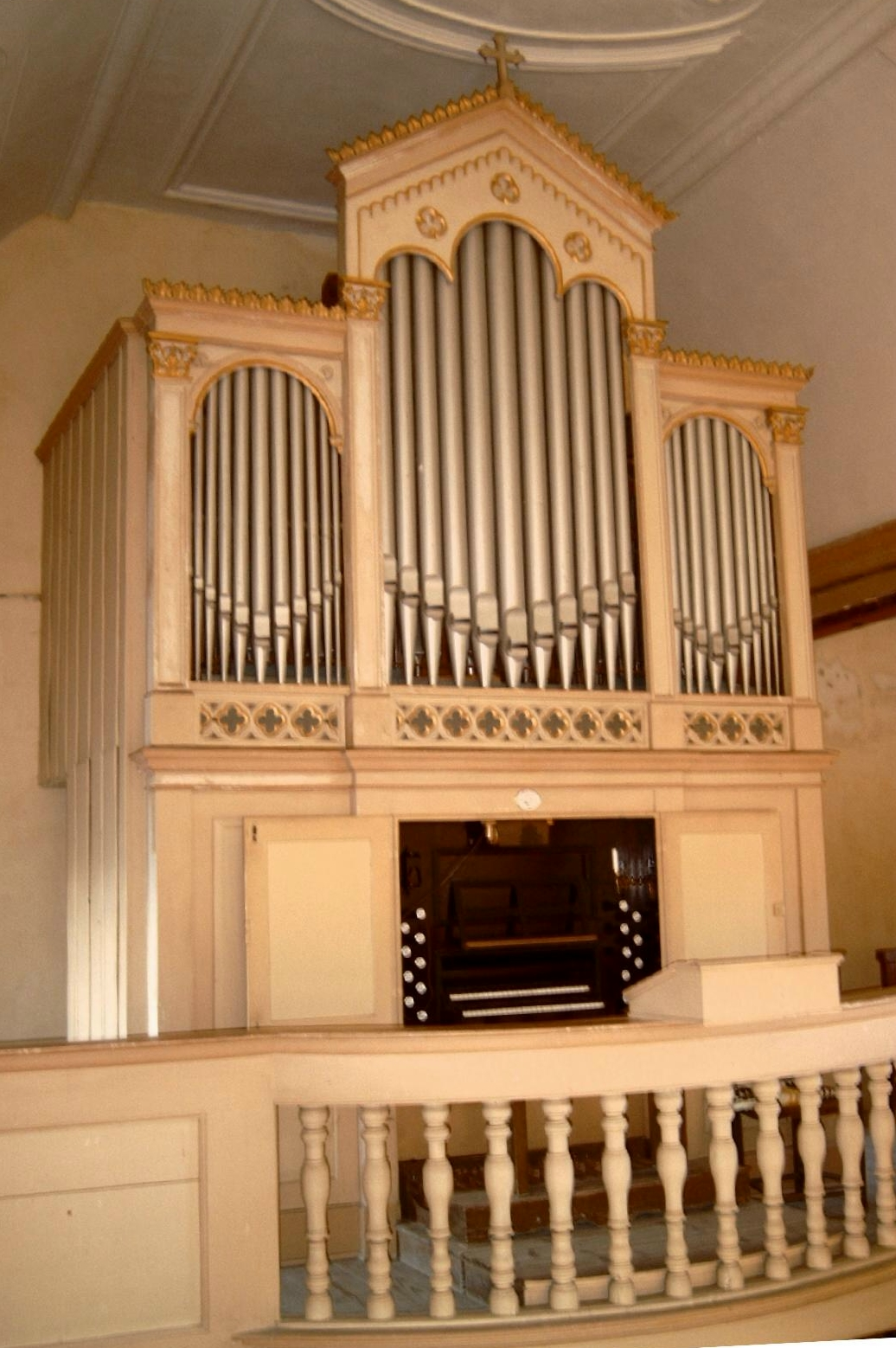
Dorfkirche, Orgel von Wilhelm Heerwagen, 1871

## Musik
Klosterhäseler, Dorfkirche, Orgel von Wilhelm Heerwagen (1871)
Anonymus: Es ist das Heil uns kommen her. 
Johann Gottfried Walther: Nun lob, mein Seel, den Herren. 
(Rolf Walther, Orgel)